# The Thief and the Fallen
The Thief and the Fallen è l'ottavo album del gruppo musicale hip hop statunitense Jedi Mind Tricks, pubblicato il 2 giugno del 2015 e distribuito da Enemy Soil. Jus Allah lascia nuovamente il gruppo, mentre alle produzioni torna Stoupe.
| Recensione | Giudizio |
| ---------- | -------- |
| AllMusic   | [ 1 ]    |
| RapReviews | [ 2 ]    |

## Tracce
Musiche di Stoupe. Co-produzione: C-Lance (tracce 2 e 14), Z. Gillespie & Ish Quintero (tracce 3, 5, 7, 9-10, 12 e 16).
1. Intro – 0:31
2. Poison in the Birth Water – 2:55
3. Rival The Eminent (featuring Lawrence Arnell) – 3:09
4. Hell's Messenger – 2:56
5. Merchant of War – 2:41
6. La Montagna Del Dio Cannibale (Interlude) (featuring Yes Alexander) – 1:18
7. Fraudulent Cloth (featuring Eamon) – 4:11
8. And God Said to Cain (featuring A-F-R-O, R.A. the Rugged Man & Eamon) – 3:38
9. Destiny Forged in Blood – 2:19
10. Il Tuo Vizio E Una Stanza Chiusa E Solo Io Ne Ho La Chiave (Interlude) (featuring Yes Alexander) – 1:01
11. Deathless Light – 2:42
12. No Jesus, No Beast – 2:28
13. The Kingdom That Worshipped the Dead (featuring Dilated Peoples) – 3:36
14. The God Supreme – 3:10
15. In the Coldness of a Dream (featuring Thea Alana) – 3:19
16. Lemarchand's Box (featuring Yes Alexander) – 2:52

Durata totale: 42:46

## Classifiche
| Classifica (2011)         | Posizione massima |
| ------------------------- | ----------------- |
| Stati Uniti               | 105               |
| US Heatseekers Albums     | 1                 |
| US Independent Albums     | 11                |
| US Tastemakers            | 10                |
| US Top Rap Albums         | 10                |
| US Top R&B/Hip-Hop Albums | 11                |